# 検出限界

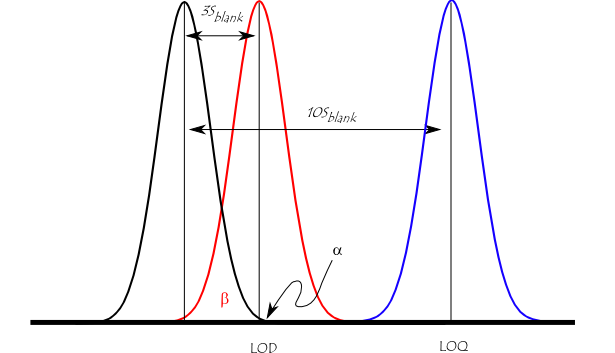
検出限界（LOD）、定量下限（LOQ）の考え方を示した図。横軸は検出値であり、右側にいくほど大きい。縦軸はその検出値となる頻度または確率。黒線はブランク測定（バックグラウンド）の理論値で、偶然誤差しか無いときは正規分布となる。S_{blank}は、ブランク測定の標準偏差。αは第一種過誤で、βは第二種過誤。赤線は実際の測定物の量が検出限界とちょうど同じときの検出値の分布。

検出限界（けんしゅつげんかい、検出下限、英語: Limit Of Detection〈LOD〉、Detection Limit）とは「検出できる最小量（値）のこと」である。
一般的に、標準偏差を3倍したものを検出限界とすることが多い（Kaiserの検出限界）。このとき「本当は測定対象は存在していないにもかかわらず、検出値が検出下限以上となったため、『測定対象は存在している』と誤って判断されてしまう確率（第一種過誤）」は1%程度である。一方で「本当は測定対象は存在しているにもかかわらず、検出値が検出下限以下となったため、『測定対象は存在しない』と誤って判断されてしまう確率（第二種過誤）」は最大50%となる。

## 定量下限
定量下限（英語: Limit Of Quantification〈LOQ〉）とは、ある分析方法で分析種の定量が可能な最小量または最小濃度のことである。
定量下限は検出限界よりも大きい。
一般的に、標準偏差を10倍したものを定量限界とすることが多い。

## 感度
分析化学における感度とは以下を指す
- ある量の測定において，検出下限で表した分析方法又は機器の性能。
- 検量線の傾きで表した分析方法の性能。